# Beggar Prince
Beggar Prince är ett taiwanesiskt RPG som finns till Segas konsol Mega Drive samt PC. Den tidigaste versionen av spelet utvecklades och utgavs i Taiwan av C&E 1996 till Mega Drive. Spelet porterades sedan till PC 1998.
2006 utvecklades en engelsk översättning av spelet av C&E och Super Fighter Team och utgavs av E&C globalt. Den innehöll färre buggar än den ursprungliga versionen. Den nya versionen var det första spelet som släpptes till Mega Drive på flera år, men det var inte licensierat av Sega. Den engelska utgåvan producerades i 600 exemplar vilka snabbt sålde slut. Fler utgåvor producerades och totalt såldes utgåvorna i 1 500 exemplar.
I augusti 2013 släpptes Beggar Prince igen, denna gång till Windows och Mac OS X.